# A legutolsó cigi (Így jártam anyátokkal)
A legutolsó cigi az Így jártam anyátokkal című televízió-sorozat ötödik évadának tizenegyedik epizódja. Eredetileg 2009. december 14-én vetítették, míg Magyarországon egy évvel később, 2010. október 18-án.
Ebben az epizódban Marshall visszaszokik a cigire, hogy megfeleljen a főnökének, mire a banda többi tagja is rákap, és utána már nehéz leállniuk. Eközben Robin új hírolvasótársával hadakozik.

## Cselekmény
Jövőbeli Ted elmeséli, milyen frusztrált volt Robin a reggeli tévéműsora miatt, ami ahhoz vezetett, hogy egy idő után az épület tetőterében cigizett, hogy levezesse a feszültséget. A sztorit hallgató gyerekek megdöbbennek, amikor meghallják ezt. Később Marshall is csatlakozik hozzá, aki régi-új főnöke, Arthur Hobbs miatt szokott vissza. Barney szerint Marshall munkája veszélyben van, mert Arthur egyáltalán nem ismerte őt fel, pedig az előző munkahelyén is ő volt a főnöke és ő rúgta ki. Hogy ez ne fordulhasson elő, és hogy bevágódjon nála, amikor belebotlott véletlenül a tetőtéren Arthurbe, Marshall visszaszokott a cigire.
Hiába próbálja meg magát megszabadítani a szagtól, Lily így is kiszúrja, amit utána ő jó indoknak tart, hogy ő is visszaszokjon (amitől furcsa módon egy kicsit mélyebb lesz a hangja). Ezek után mivel Ted és Barney úgy érzik, kirekesztik magukat a barátaik közül, ők is visszaszoknak. Néhány hét elteltével megjelennek a káros szenvedély hátulütői: Ted alig bír felmenni a lépcsőn, mert kifullad, Lily hangja borzasztó lesz, Arthur szívrohamot kap, Barney pedig kiégeti az egyik öltönyét. Mind megfogadják, hogy abbahagyják a dohányzást, Robin viszont eléggé hezitál.
Ő ugyanis időközben új munkatársat kapott Don Frank személyében, aki igazi legendának számított a reggeli tévéműsorvezetők közt. A kezdeti lelkesedést követően Robin kiábrándul, amikor látja, hogy Don mennyire nem profi módon vezeti a műsort, ráadásul nadrág nélkül. Robin, hogy bebizonyítsa neki, hogy van a reggeli műsornak értelme, elkezd keményen dolgozni, még azt is eléri, hogy a polgármester eljöjjön hozzájuk. Ezt követően Don közli vele, hogy ne törje magát annyira, és különben is, a polgármester lemondta a megjelenést. Robin ettől annyira ideges lesz, hogy élő adásban rágyújt. A többiek felhívják telefonon és megpróbálják lebeszélni róla. Beleegyezik, de amikor visszaér a lakásba, azt látja, hogy mindenki a tetőn cigizik. Jövőbeli Ted ekkor közli, hogy Robin és Don nem egészen három hónap múlva már randizni fognak.
A banda tagjai a napfelkeltében megfogadják, hogy ez volt a legutolsó cigijük, de Jövőbeli Ted szerint ez nem volt teljesen igaz. Lily aznap tette le, amikor elhatározta, hogy gyereket szeretne. Marshall aznap, amikor megszületett a fia, Robin 2013 júniusában, Barney 2017 márciusában, Ted pedig két héttel azután, hogy randizni kezdett leendő feleségével.

## Kontinuitás
- A gyerekek szemlátomást meg vannak döbbenve, amikor kiderül, hogy a banda tagjai cigiznek, holott korábbi epizódokban már volt róla szó. Mind az öten szivaroztak már korábbi részekben. "A költözés" című részben Barney mondja el Tednek, hogy Robin cigizik. A "Valami kölcsönvett" című részben Lily Robintól kap egy szálat. A "Pofonadás" című részben Tednek és Robinnak is van öngyújtója. Az "Előnyök" című részben Barney Lily óvodásai előtt gyújt rá.
- Az "Élet a gorillák között" című részben Lily feltette a kérdést, hogy mi lesz, ha a kollégái rábírják arra, hogy cigizzen, amire Marshall azt mondja, hogy azt mondja neki, hogy csak részegen.
- Mike, a kameraman már a Metro News 1-nál is együtt dolgozott Robinnal, az "Atlantic City" című részben.
- Marshallt Arthur az "Ordításlánc" című epizódban rúgta ki.

## Jövőbeli visszautalások
- Jövőbeli Tednek igaza volt, Robin és Don a "Persze, hogy..." című részben jönnek össze, amit éppen három hónappal később mutattak be.
- Barneyt nagyon megviseli érzelmileg, ha történik valami az öltönyeivel, mint a "Nők versus öltönyök" és a "Vágyom egy homár után" című részekben.
- Don megemlíti, hogy elvált, ami a "Kacsa vagy nyúl" és a "Külön ágyak" című részben is említésre kerül.

## Érdekességek
- A gyerekek meghökkenését ábrázoló jelenet nem új felvétel, hanem a legelső epizódból lett kivágva, és ugyanaz, mint amit akkor reagáltak, amikor Ted közölte Robinnal: "azt hiszem, beléd estem".

## Zene
- Rufus Wainwright - Cigarettes and Chocolate Milk

## Vendégszereplők
- Ron Nicolosi - Mike
- Benjamin Koldyke - Don Frank
- Harvey Fierstein - Lily dohányos hangja (az eredeti változatban)
- Tyler Peterson - 13 éves Marshall
- Trent Peltz - Ricky
- Bob Odenkirk - Arthur Hobbs